# Nigeria-Blaumaulmeerkatze
Die Nigeria-Blaumaulmeerkatze (Cercopithecus sclateri) ist eine Primatenart aus der Gattung der Meerkatzen (Cercopithecus) innerhalb der Familie der Meerkatzenverwandten (Cercopithecidae).

## Merkmale
Nigeria-Blaumaulmeerkatzen zählen zu den kleineren Meerkatzen, Weibchen erreichen ein Durchschnittsgewicht von 2,5 Kilogramm und Männchen von 4 Kilogramm. Ihr Fell ist an der Oberseite olivgrün und an der Unterseite grau gefärbt. Das blaue Gesicht ist von weißgelben Haarbüscheln an den Backen umgeben, die Oberseite des Kopfes ist gelb und die Kehle weiß gefärbt. Die Ohren tragen auffällige weiße Haarbüschel.

## Verbreitung und Lebensraum
Nigeria-Blaumaulmeerkatzen sind im südlichen Nigeria östlich des Nigers endemisch. Ihr Lebensraum sind Sumpfgebiete oder in der Nähe von Flüssen gelegene Wälder.

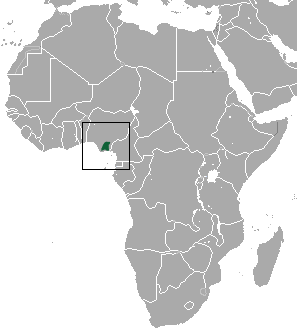
Verbreitungskarte der Nigeria-Blaumaulmeerkatze

## Lebensweise
Diese Primaten sind tagaktive Baumbewöhner. Sie leben in Gruppen von bis zu 30 Tieren zusammen, die wie bei allen Meerkatzen Haremsgruppen darstellen. Das heißt, diese Gruppen bestehen aus einem Männchen, mehreren Weibchen sowie dem dazugehörenden Nachwuchs. Die Nahrung der Tiere besteht vorwiegend aus Früchten, vermutlich nehmen sie wie andere Vertreter ihrer Gattung auch Blätter, Samen und Insekten zu sich.

## Bedrohung
Die Nigeria-Blaumaulmeerkatze galt bereits als ausgestorben, ehe sie 1988 wiederentdeckt wurde. Heute ist die Population auf fünf kleine Restgruppen zersplittert, die allesamt unter 250 Exemplare ausmachen. Zwei dieser Populationen sind geschützt, da sie von der dortigen Bevölkerung als heilig betrachtet werden, die anderen waren zum Teil intensiver Bejagung ausgesetzt. Ihr Siedlungsgebiet ist heute größtenteils geschützt, und somit vor Waldrodungen gesichert, dennoch gilt die Art, auch aufgrund der Zersplitterung ihres kleinen Verbreitungsgebietes laut IUCN als stark gefährdet (endangered). Im Cross-River-Nationalpark und südlich des Oguta-Sees leben die Nigeria-Blaumaulmeerkatze in geschützten Gebieten.